# Hantzsch-Widman-nomenclatuur
De Hantzsch-Widman-nomenclatuur of het Hantzsch-Widman-systeem is een nomenclatuursysteem in de organische chemie dat gebruikt wordt om heterocyclische verbindingen te benoemen. De voorwaarde is dat het aantal atomen in de ring niet meer dan 10 bedraagt. Bepaalde heterocyclische verbindingen hebben echter in de loop der tijden een gebruikersnaam (triviale naam) verkregen die meer courant is en de regels van het nomenclatuursysteem niet volgt.

## Geschiedenis
Door de toenemende kennis en ontwikkelingen binnen de chemie van de heterocyclische verbindingen in de loop van de 19e eeuw ontstond de nood aan een nomenclatuursysteem. De regels voor het benoemen van deze verbindingen werden in 1887 en 1888 - onafhankelijk van elkaar - opgesteld door de Duitse scheikundigen Arthur Hantzsch en Oskar Widman. De regels werden in de loop der jaren uitgebreid, maar fundamenteel werd niets veranderd.
Oorspronkelijk kan het systeem enkel heterocyclische verbindingen aanduiden met vijf- of zesringen en zuurstof, stikstof, zwavel of seleen als heteroatoom. Later werden uitbreidingen gedaan naar kleinere en grotere ringen en ook andere heteroatomen, zoals arseen, fosfor, telluur en germanium. In 1940 werd door Austin M. Patterson voor het eerst een overzicht van de regels gepubliceerd.
In 1957 werden de regels officieel overgenomen door de IUPAC. Ook nadien werden nog toevoegingen gedaan, zoals incorporatie van het element boor als heteroatoom.

## Principe
Het basisidee van de nomenclatuur is dat op basis van de naam duidelijk moet worden welke soorten heteroatomen er voorkomen in de ring, welke relatieve plaats ze in de ring innemen en hoe groot de ring is. Het type heteroatoom wordt aangeduid met behulp van een prefix en een stamnaam die zowel de grootte van de ring als het aan- of afwezigheid van dubbele bindingen aangeeft. In het geval van meerdere soorten heteroatomen worden ook meerdere prefixen gebruikt. De relatieve plaats wordt aangeduid met een nummer.

### Prefixen
De prefixen geven weer om welk heteroatoom het gaat. Bovendien kennen deze heteroatomen een rangorde: fluor heeft de hoogste prioriteit en kwik de laagste. Onderstaande tabel geeft een overzicht in volgorde van dalende prioriteit:
| Heteroatoom | Symbool | Stamnaam | Valentie |
| ----------- | ------- | -------- | -------- |
| fluor       | F       | fluora   | I        |
| chloor      | Cl      | chlora   | I        |
| broom       | Br      | broma    | I        |
| jood        | I       | joda     | I        |
| zuurstof    | O       | oxa      | II       |
| zwavel      | S       | thia     | II       |
| seleen      | Se      | selena   | II       |
| telluur     | Te      | tellura  | II       |
| stikstof    | N       | aza      | III      |
| fosfor      | P       | fosfa    | III      |
| arseen      | As      | arsa     | III      |
| antimoon    | Sb      | stiba    | III      |
| bismut      | Bi      | bisma    | III      |
| silicium    | Si      | sila     | IV       |
| germanium   | Ge      | germana  | IV       |
| tin         | Sn      | stanna   | IV       |
| lood        | Pb      | plumba   | IV       |
| boor        | B       | bora     | III      |
| kwik        | Hg      | mercura  | II       |

### Stammen
De stam duidt aan hoe groot de ring is en of er al dan niet verzadigdheden aanwezig zijn. In bepaalde gevallen heeft het type heteroatoom een invloed op deze stamnaam. Dit is voornamelijk het geval bij zesringen, die in 3 groepen worden verdeeld: A, B en C. Groep A bevat zuurstof, zwavel, seleen, telluur, bismut en kwik; groep B bevat stikstof, silicium, germanium, tin en lood; groep C bevat boor, fluor, chloor, broom, jood, fosfor, arseen en antimoon.
| Ringrootte  | Onverzadigde ring | Verzadigde ring |
| ----------- | ----------------- | --------------- |
| Driering    | -ireen            | -iraan          |
| Vierring    | -eet              | -etaan          |
| Vijfring    | -ool              | -olaan          |
| Zesring (A) | -ine              | -aan            |
| Zesring (B) | -ine              | -inaan          |
| Zesring (C) | -inine            | -inaan          |
| Zevenring   | -epine            | -epaan          |
| Achtring    | -ocine            | -ocaan          |
| Negenring   | -onine            | -onaan          |
| Tienring    | -ecine            | -ecaan          |

### Meerdere heteroatomen
In het geval van meerdere heteroatomen worden de prefixen (rekening houdend met de volgende van prioriteit) gewoon achter elkaar genoteerd. Hierbij wordt de relatieve plaats van de heteroatomen aangeduid met een nummer. De nummering start steeds bij het heteroatoom met de hoogste prioriteit en gaat zodanig verder in de ring dat het totale aantal zo laag mogelijk is. Als er meerdere heteroatomen van dezelfde atoomsoort aanwezig zijn, dan worden Griekse voorvoegsels (di-, tri-, tetra-, ...) aangewend om hun aantal aan te duiden. Onderstaande tabel geeft 3 voorbeelden (sommige prefixen worden omwille van klinkerstapeling afgekort):
|                      |                           |                  |
| 1,4,2-oxazafosfolaan | 1,3,6,4-thiadiazaborepaan | Oxathiafosfiraan |